# Miss Europe
Miss Europe är en skönhetstävling med kandidater från hela Europa. Ingen svenska har ännu erhållit titeln, men Ingrid Goude (1956), Monica Abrahamsson (1960), Elisabeth Johansson (1972) och Annelie Sjöberg (1982) erövrade andraplaceringar.
Miss Europe röner inget större intresse från svenskt håll. Sveriges kandidat koras genom en liten modelltävling i Stockholm. Segraren uppmärksammas inte av tidningar i Sverige, där Miss Universum är den enda tävlingen som anses vara intressant.

## Miss Europe-vinnare
| År        | Miss Europe-vinnare          | Land           | Plats                        |
| --------- | ---------------------------- | -------------- | ---------------------------- |
| 1928      | Stephanie Job                | Schweiz        | Paris, Frankrike             |
| 1929      | Boske Simon                  | Ungern         | Paris, Frankrike             |
| 1930      | Alice Diplarakou             | Grekland       | Paris, Frankrike             |
| 1931      | Jeanne Juilla                | Frankrike      | Paris, Frankrike             |
| 1932      | Åse Clausen                  | Danmark        | Nice, Frankrike              |
| 1933      | Tatiana Maslova              | Sovjetunionen  | Madrid, Spanien              |
| 1934      | Ester Toivonen               | Finland        | Hastings, Storbritannien     |
| 1935      | Alicia Navarro               | Spanien        | Torquay, Storbritannien      |
| 1936      | Antonia Arques               | Spanien        | Tunis, Tunisien              |
| 1937      | Britta Wikström              | Finland        | Alger, Algeriet              |
| 1938      | Sirkka Salonen               | Finland        | Köpenhamn, Danmark           |
| 1939-1947 | inställt                     |                |                              |
| 1948      | Jacqueline Donny             | Frankrike      | Enghien-les-Bains, Frankrike |
| 1949      | Juliette Figueras            | Frankrike      | Palermo, Italien             |
| 1950      | Hanni Schall                 | Österrike      | Rimini, Italien              |
| 1951      | Jacqueline Genton            | Schweiz        | Palermo, Italien             |
| 1952      | Gunseli Basar                | Turkiet        | Neapel, Italien              |
| 1953      | Eloisa Cianni                | Italien        | Istanbul, Turkiet            |
| 1954      | Christel Schaack             | Västtyskland   | Vichy, Frankrike             |
| 1955      | Inga-Britt Söderberg         | Finland        | Helsingfors, Finland         |
| 1956      | Margit Nünke                 | Tyskland       | Stockholm, Sverige           |
| 1957      | Corine Rottschäfer           | Nederländerna  | Baden-Baden, Västtyskland    |
| 1958      | Johanna Ehrenstrasser        | Österrike      | Istanbul, Turkiet            |
| 1959      | Christine Spatzier           | Österrike      | Palermo, Italien             |
| 1960      | Anna Ranalli                 | Italien        | Beirut, Libanon              |
| 1961      | Ingrun Helgard Möckel        | Västtyskland   | Beirut, Libanon              |
| 1962      | Maruja García Nicoláu        | Spanien        | Beirut, Libanon              |
| 1963      | Mette Stenstad               | Norge          | Beirut, Libanon              |
| 1964      | Elly Konie Koot              | Nederländerna  | Beirut, Libanon              |
| 1965      | Juliana Herm                 | Västtyskland   | Nice, Frankrike              |
| 1966      | Maria Dornier                | Frankrike      | Nice, Frankrike              |
| 1967      | Paquita Torres Pérez         | Spanien        | Nice, Frankrike              |
| 1968      | Leena Marketta Brusiin       | Finland        | Kinshasa, Kongo              |
| 1969      | Sasha Zajc                   | Jugoslavien    | Rabat, Marocko               |
| 1970      | Noelia Alfonso Cabrera       | Spanien        | Pireus, Grekland             |
| 1971      | Filiz Vural                  | Turkiet        | Tunis, Tunisien              |
| 1972      | Monika Sarp                  | Västtyskland   | Estoril, Portugal            |
| 1973      | Anke Maria Groot             | Nederländerna  | Kitzbühel, Österrike         |
| 1974      | Maria Isabel Lorenzo         | Spanien        | Wien, Österrike              |
| 1976      | Riitta Inkeri Väisänen       | Finland        | Rhodos, Grekland             |
| 1978      | Eva Maria Düringer           | Österrike      | Helsingfors, Finland         |
| 1980      | Karin Zorn                   | Österrike      | Teneriffa, Spanien           |
| 1981      | Anne Mette Larsen            | Danmark        | Birmingham, Storbritannien   |
| 1982      | Nazli Deniz Kurtoglu         | Turkiet        | Istanbul, Turkiet            |
| 1984      | Nese Erberk                  | Turkiet        | Bad Gastein, Österrike       |
| 1985      | Juncal Rivero Fadrique       | Spanien        | Mainz, Västtyskland          |
| 1988      | Michela Rocco di Torrepadula | Italien        | Ragusa, Italien              |
| 1991      | Katerina Michalopoulou       | Grekland       | Aten, Grekland               |
| 1992      | Marina Tsintikidou           | Grekland       | Aten, Grekland               |
| 1993      | Arzum Onan                   | Turkiet        | Istanbul, Turkiet            |
| 1994      | Lilach Ben Simon             | Israel         | Istanbul, Turkiet            |
| 1995      | Monika Žídková               | Tjeckien       | Istanbul, Turkiet            |
| 1996      | Marie-Claire Harrison        | Storbritannien | Tirana, Albanien             |
| 1997      | Isabelle Darras              | Grekland       | Kiev, Ukraina                |
| 1999      | Jelena Rogozhina             | Ryssland       | Beirut, Libanon              |
| 2001      | Elodie Gossuin               | Frankrike      | Beirut, Libanon              |
| 2002      | Svetlana Koroleva            | Ryssland       | Beirut, Libanon              |
| 2003      | Suzanna Laky                 | Ungern         | Nogent-sur-Marne, Frankrike  |
| 2005      | Shermine Sharivar            | Tyskland       | Paris, Frankrike             |
| 2006      | Alexandra Rosenfeld          | Frankrike      | Kiev, Ukraina                |
| 2024      | Yulia Karpets                | Belarus        |                              |